# عبدالمؤمن بن علی
عبدالمومن بن علی (عربی: عبد المؤمن بن علي or عبد المومن الكومي؛ ۱۰۹۴ – ۱۱۶۳)، اولین خلیفه موحدون که پس از شکست مرابطون و تسخیر مراکش و فاس توانست دولت موحدون را پایه‌ریزی کند. وی قبل از رسیدن به حکومت و رهبری موحدون، یکی از یاران ابن تومرت (معروف به عشره) بود. در زمان وی بود که دولت موحدون در شرق تا شهر مهدیه و در شمال به اشبیلیه رسید. وی سرانجام در سال ۱۱۶۳ میلادی درگذشت و پسرش یوسف بن عبدالمؤمن به قدرت رسید.